# 傑夫·哈迪
傑夫·哈迪（英語：Jeff Hardy，1977年8月31日—），本名傑佛瑞·"傑夫"·尼祿·哈迪（英語：Jeffrey "Jeff" Nero Hardy），是美國職業摔角選手和音乐家，曾受聘於世界摔角娛樂，並在Raw品牌亮相。
在進入世界摔角聯盟之前，他與哥哥麥特·哈迪在歐米茄冠軍摔跤（OMEGA）中闖蕩。剛加入世界摔角聯盟時，兩兄弟被安排成為陪打角色（為了展現主角強悍而必須在比賽中輸掉的角色），之後世界摔角娛樂安排他們兄弟組成反派隊伍哈迪兄弟（Hardy Boyz），由於大量使用兇器進行激烈的比賽，以及經常玩命般的表演高危險的飛行動作，使得兩人的名氣迅速提升。之後又拉攏麗塔加入組成Team Xtreme，讓哈迪兄弟慢慢成為一個受歡迎的隊伍，他們總共拿下6次世界雙打冠軍以及1次WCW雙打冠軍頭銜，在2021與哥哥麥特·哈迪的摔角組合「Hardy Boyz」獲選WWE歷史上傑出摔角組合第二名。
而在個人表現方面，傑夫·哈迪也有優秀的表現，他奪得一次WWE冠軍、兩次世界重量級冠軍、一次WWE美國冠軍、五次WWE洲際冠軍、三次WWE硬蕊冠軍、一次WWE歐洲冠軍以及一次WWF輕重量級冠軍，加上雙打冠軍，傑夫·哈迪名列WWE大滿貫選手之一。2007年底，世界摔角娛樂開始將他編排進主線劇情中力捧，最後在2008年世界末日大賽上贏得WWE冠軍。在2018年4月16日的Raw節目上，已經被選入SmackDown的他挑戰金德·馬哈爾的WWE美國冠軍頭銜，最後將美國冠軍腰帶帶到SmackDown。
現實生活中，哈迪也從事摩托車越野賽、繪畫、音樂制作等等事業，他目前是Peroxwhy?gen樂團的團員之一。

## 外部連結
- Slam! Sports bio and story archive （页面存档备份，存于）
- 傑夫·哈迪在互联网电影资料库（IMDb）上的資料（英文）
- Online World of Wrestling profile （页面存档备份，存于）
- Itchweed - The Hardy Show profile的MySpace主頁
- Peroxwhy?gen的MySpace主頁